# ناو کلاس کلمبیا
کروزر کلاس کلمبیا (به انگلیسی: Columbia-class cruiser) یک کلاس از کشتی است که طول آن ۴۱۲ فوت (۱۲۶ متر) می‌باشد.